# مسن (قشم)
مسن، روستایی در دهستان سوزا بخش شهاب شهرستان قشم در استان هرمزگان ایران است.

## جمعیت
بر پایه سرشماری عمومی نفوس و مسکن در سال ۱۳۹۵، جمعیت این روستا برابر با ۲٬۱۶۲ نفر (۵۸۴ خانوار) بوده‌است.